# Paul Georg Lankisch
Paul Georg Lankisch (* 2. Mai 1943 in Posen) ist ein deutscher Internist.

## Leben
Nach dem Abitur am Felix-Klein-Gymnasium Göttingen studierte Lankisch ab 1962 an der Georg-August-Universität Medizin. Am 22. November 1962 wurde er in der Curonia Goettingensis aktiv. Zwischenzeitlich an der University of Oxford und am Universitätsklinikum Essen, bestand er in Göttingen am 12. Dezember 1968 das Staatsexamen. Dort wurde er am 7. Mai 1969 zum Dr. med. promoviert. Nach der einjährigen Medizinalassistentenzeit in Göttingen und Oldenburg (Oldb) wurde er am 10. März 1970 approbiert. 1970/71 war er wissenschaftlicher Assistent am Max-Planck-Institut für experimentelle Medizin. Danach durchlief er am  Universitätsklinikum Göttingen die Ausbildung für Innere Medizin. Seit 1976 Facharzt, spezialisierte er sich auf die Gastroenterologie. 1978   habilitierte er sich. Seit 1981 Oberarzt, wurde er 1983 zum  apl. Professor ernannt. Von 1986 bis 2007 war er Chefarzt im  Städtischen Klinikum Lüneburg. 2018 veröffentlichte er eine umfassende Geschichte des Corps Rubonia. Gewidmet ist sie seinem Vater Dr. Paul Lankisch (1911–1988), der Bundesbruder der Akademisch-Wissenschaftlichen Verbindung (Riga), Rubonus und Curonus Goettingensis war.

## Ehrungen
- Präsident des European Pancreatic Club (1999)
- Ernst-von-Bergmann-Plakette (2000)
- Fellow des Royal College of Physicians (2002)
- Lifetime Achievement Award des European Pancreatic Club (2008)
- Ehrenmitglied der  Deutschen Gesellschaft für Gastroenterologie, Verdauungs- und Stoffwechselkrankheiten (2010)[6]
- Mitglied des Editorial Boards von Pancreatology
- Lüneburger Ortskurator der  Deutschen Stiftung Denkmalschutz (seit 1. Mai 2010)
- Bürger des Jahres 2015 (Bürgerverein Lüneburg)
- Ehrenmitglied der Norddeutschen Gesellschaft für Gastroenterologie (2022)[7]